# ويلي ماير
ويلي ماير (بالإسبانية: Willy Meyer Pleite )‏ (و. 1952  م) هو سياسي إسباني، ولد في مدريد، هو عضوٌ في الحزب الشيوعي الإسباني.

## مناصب
تولى منصب عضو في البرلمان الأوروبي (1 يوليو 2014–9 يوليو 2014)
- عضو في البرلمان الأوروبي (14 يوليو 2009–30 يونيو 2014)[2]
- عضو في البرلمان الأوروبي (20 يوليو 2004–13 يوليو 2009)[2]
- عضو مجلس النواب الإسباني  [لغات أخرى]‏ (22 مارس 1996–18 يناير 2000).[3]

## التعليم
تعلم في جامعة مدريد.